# Oyon (tỉnh)
Tỉnh Oyon (tiếng Tây Ban Nha: Provincia de Oyon) là một tỉnh thuộc vùng Lima của Peru. Tỉnh Oyon có diện tích 1886 km², dân số thời điểm theo điều tra dân số ngày 11 tháng 7 năm 1993 là 17279 người. Tỉnh lỵ đóng ở Oyon.